# Регіони Литви

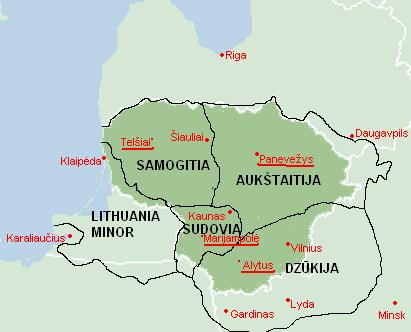
Історичні етнографічні регіони

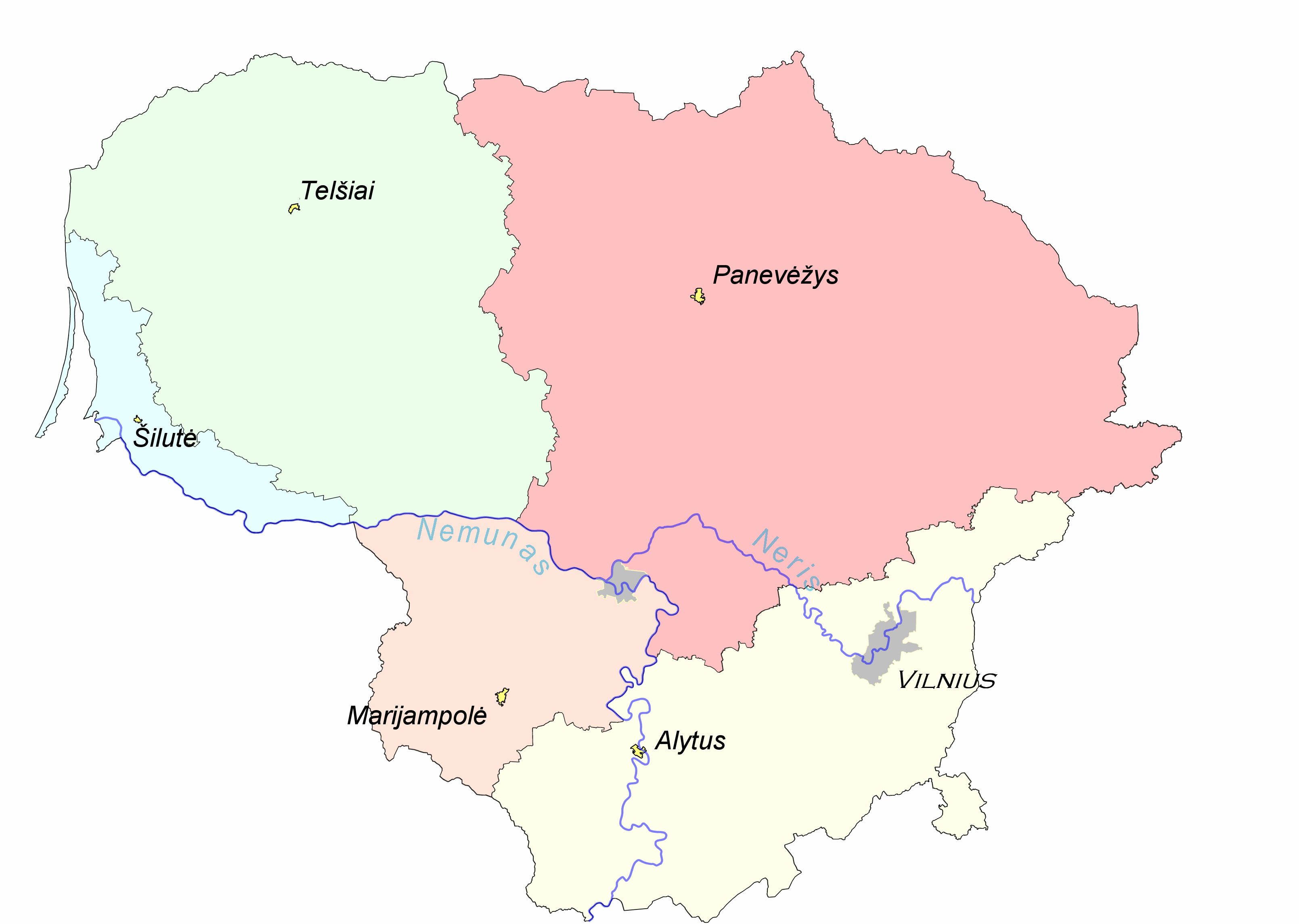
Регіони в межах сучасної Литви. На основі карти, затвердженої Радою захисту етнічної культури, спеціальною радою, створеною Сеймом.
Мала Литва (Mažoji Lietuva)
Самогітія (Жемайтія)
Аукштайтія
Сувалкія
Дзукія

Литву можна розділити на історичні та культурні (етнографічні) регіони. Точні межі не є повністю зрозумілими, оскільки регіони не є офіційними політичними чи адміністративними одиницями. Вони розмежовані культурними показниками, такими як традиції краю, спосіб життя, пісні, казки тощо. Певною мірою регіони відповідають зонам діалектів литовської мови . Однак це поділення аж ніяк не є суворим. Наприклад, хоча діалект дзюкія називають Південним аукштайтським, це не означає, що Дзукія є частиною Аукштайтії . У певних частинах деяких регіонів говорять діалектами інших регіонів, тоді як, наприклад, в Самогітії, є три корінні діалекти (південний, північний і західний жамойти ), частина з яких поділяється на піддіалекти. 

## Регіони в політиці
Жоден регіон, крім Самогітії, ніколи не був політичним чи адміністративним утворенням. Однак останнім часом було проведено певну роботу з чіткішого розмежування їх меж, і існує проект щодо зміни системи повітів Литви на етнографічні регіони, які б називались землями (однина - žemė, множина - žemės ). Цей проект підтримується думкою, що 10 одиниць вищого рівня є забагато для країни. Ще одним підтверджуючим аргументом є те, що в інших країнах історичні території відроджуються, тоді як у Литві існують штучно створені повіти. Проект підтримав колишній президент Роландас Паксас, але зараз не ясно, коли або чи взагалі проект буде завершено. Однак Дзукія зовсім нещодавно вже прийняла герб та емблему, які будуть використані у випадку реформи. Алітуський повіт, який майже повністю лежить в межах Дзукії, незабаром після цього прийняв герб, який базується на гербі Дзукії. У Самогітії є прапор і герб, що датуються часами Герцогства Самогітія ; ці символи значно старші, ніж прапор Литви . У Малій Литві є прапор, який використовується з 17 століття, і гімн, що походить з 19 століття. Однак, якби реформа була здійснена, швидше за все, було б лише 4 землі, а не 5, оскільки більша частина Малої Литви розташована в межах сучасних кордонів Росії (в Калінінградській області ) і багато литовців були вигнані звідти. Та невелика частина, що залишилася в складі Литви, також заселена переважно прибульцями, оскільки значна частина місцевого населення загинула у Другій світовій війні або була вислана. Тож,швидше за все ,Мала Литва, мабуть, у разі реформи, буде  приєднана до Самогітії . 
Незважаючи на те, що регіони не є політичними  або адміністративними утвореннями, в кожному регіоні є місто, яке вважають за «столицю». Ці міста не обов'язково є найбільшими в регіоні. 

## NUTS-2 статистичні регіони
У 2016 році Сейм оголосив про створення для Литви нових регіонів за статистичною системою  NUTS-2 : " Sostinės regionas " або "столичний регіон" та "Vidurio ir vakarų Lietuvos regionas" або "середня та західна Литва".  Нові регіони були затверджені Європейським парламентом 21 листопада 2016 року. 
Столичний регіон займає площу 9 731 км 2 і має населення приблизно 0,8 мільйона. Середній та західний регіон Литви займає територію 55 569 км 2 і має населення приблизно 2 млн.  . 
У 2018 році в столичному регіоні ВВП на душу населення склав 23 000 євро та загальний ВВП 19 мільярдів євро. Середній та західний регіон Литви мали ВВП на душу населення 13 000 євро та загальний ВВП 26 мільярдів євро.  

## Список регіонів
- Аукштайтія (буквально високогір'я ). Регіон на північному сході Литви, включає також деякі історичні литовські території південно-західної Латвії та північно-західної Білорусі . Столиця Паневежис, це також найбільше місто регіону.
- Самогітія, ( Жемайтія, буквально Низовина ). Регіон у західній Литві. Столиця - Телшяй, найбільше місто - Шяуляй .
- Дзукія ( Дзукія або Дайнава (остання назва буквально означає «Країна пісень»)). Регіон на південному сході Литви включає також величезні історично литовські території Білорусі та деякі території Польщі . Столиця - Алітус, найбільше місто - Вільнюс .
- Сувалкія ( Судува або Сувалкія ). Регіон на південному заході Литви, найменший етнографічний регіон. Столиця - Маріамполе, найбільше місто - Каунас .
- Мало Литва ( Mažoji Lietuva ). Регіон на узбережжі Балтійського моря включає також території з великим історичним литовським населенням того, що зараз є Калінінградською областю та трохи північною Польщею . Найбільше місто - Клайпеда .

## Дивись також
- Повіти Литви
- Географія Литви